# Mk.VI輕型坦克
Mk.VI輕型坦克是一款由英國維克斯-阿姆斯特朗公司在1930年代晚期製造，於第二次世界大戰中服役的輕型坦克。Mk.VI輕型坦克僅僅裝備了機槍。

## 研發歷史

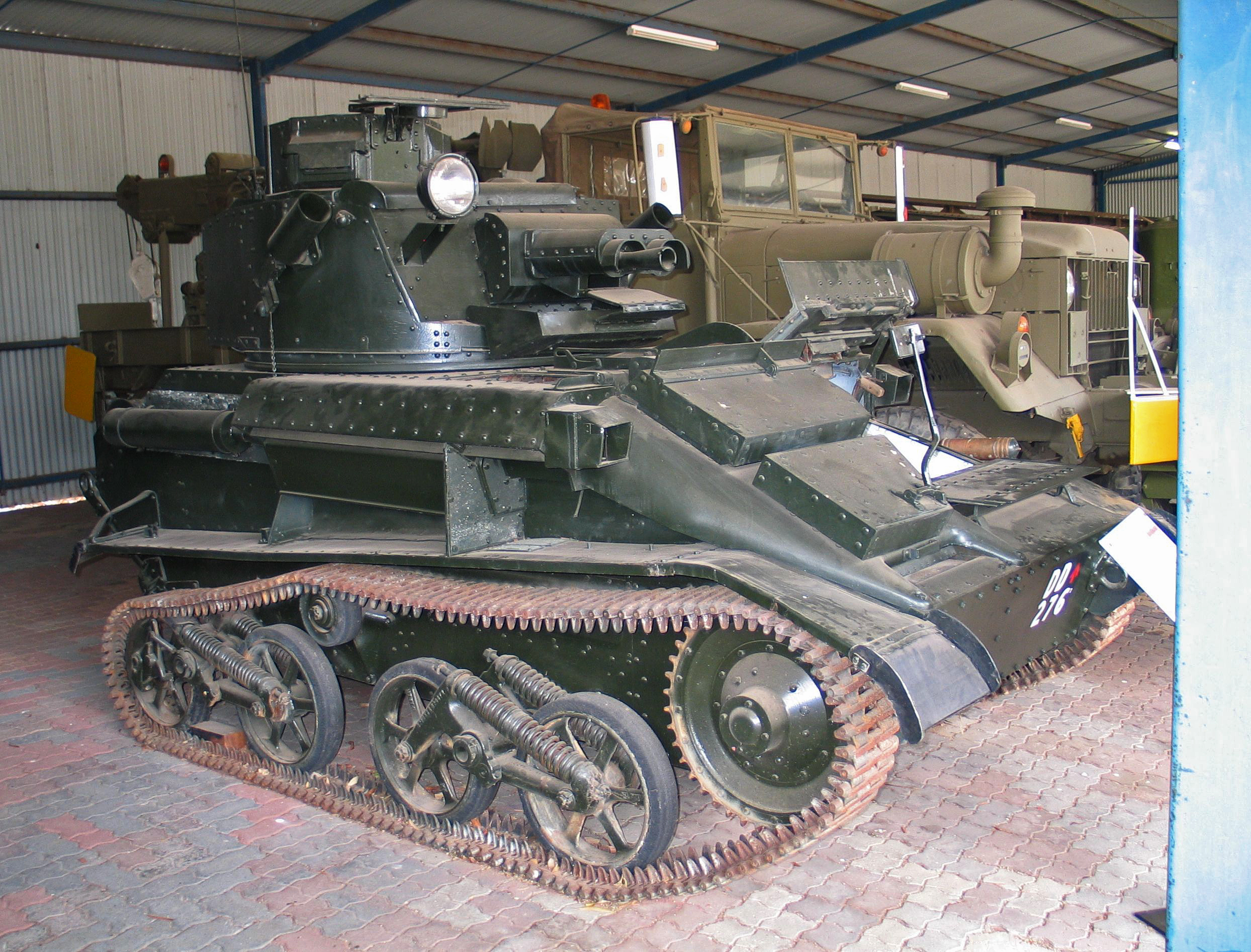
在澳大利亞皇家裝甲兵團坦克博物館中展出的Mk.VIA-2型

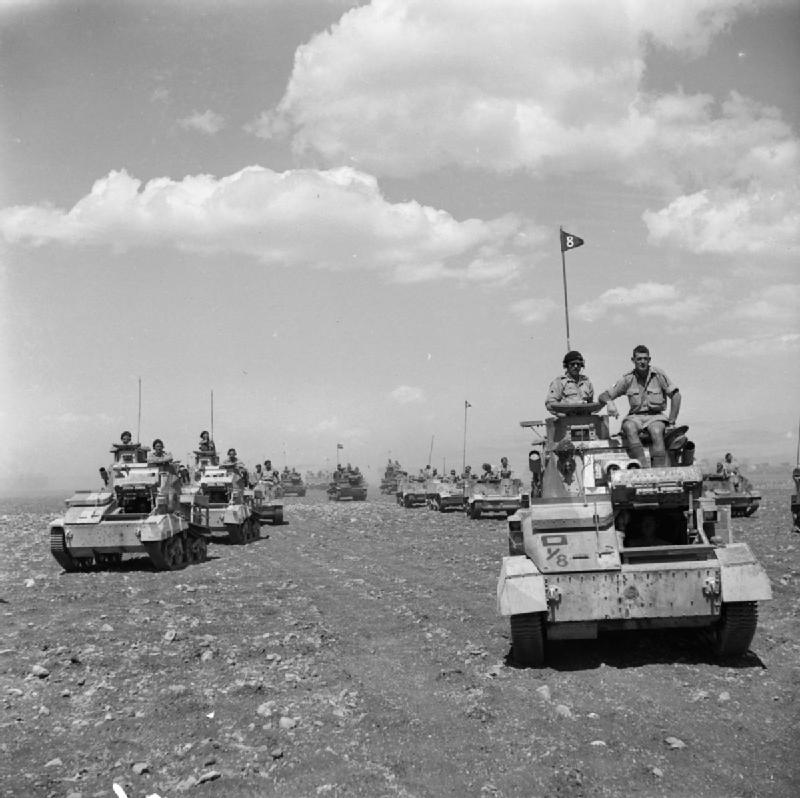
英軍的Mk.VI輕型坦克，攝於1941年的中東地區

Mk.VI輕型坦克是戰間期由維克斯公司為英國製造的輕型坦克系列中的第六款。維克斯公司在此之前已在之前的五輛輕型坦克中實現了一定程度的標準化，Mk.VI除少數幾個方面外，基本上與之前的型號相同。它的炮塔在Mk.V的基礎上進行了擴大，使得可以容納三名乘員，之後，又進一步擴大了其後半部份的空間以為無線電臺留出空間。Mk.VI的重量為10,800磅（4,900），雖然比起以前的英國輕型坦克有所增加，不過也因此提升了坦克的操縱性能，安裝的88匹引擎使得它的最大速度增加到了35英里每小時（56每小時）。它的霍斯曼斜向彈簧的耐久度和可靠性都比較高。不過，坦克的長寬比太大，而且坦克在粗糙路面上行駛時的顛簸較劇烈，讓精准射擊和行駛變得困難。Mk.VI的乘員數為3人，包括車長（需要負責操作無線電臺），駕駛員，裝甲厚度從4（0.16英寸）到14（0.55英寸）不等，這樣的裝甲厚度可以抵擋抵禦步槍和機槍子彈的攻擊。武器包括一挺.303英寸維克斯機槍和一挺.50英寸維克斯機槍。
Mk.VI坦克的生產從1936年開始，截止到1940年生產結束時，一共生產了1682輛Mk.VI。不過其中很大一部份屬於爲了解決最初型號的問題而設計的衍生型號。Mk.VIA的反向滚轮距離導向架較遠，固定在車體的側面。在炮塔頂端有一個側面為曲面的頂蓋。Mk.VIB的機械結構與Mk.VIA基本相同，不過爲了讓生產簡化，做了一些小修改。包括把散熱器上的帶有裝甲的散热孔從兩層減少到一層，以及將頂蓋的側面由曲面型改為平面型。Mk.VIC是Mk.VI系列的最後一款，其改動包括移除車長指揮塔（頂蓋）、擴大轉向架、安裝三個化油器以提高引擎性能。在火力方面也有提高，將原來.50和.303英寸的維克斯機槍改換為一挺15-（0.59-英寸）、一挺7.92-（0.312-英寸）貝莎機槍。同時，有一些特殊的衍生型號使用了Mk.VI的底盤。其衍生型號Mk.I輕型防空坦克（英語：Tank, Light, AA Mk I）是在法國戰役后不久製造的，設計目的是用於反制德國空軍的攻擊。它安裝了一個電動炮塔，其上安裝有4挺7.92 mm貝莎機槍。同時，還曾經有一輛Mk.II輕型防空坦克被製造出來，它的機械結構與Mk.I輕型防空坦克相似，但是有一些提高，如提高機槍手的視野，以及擴大炮塔便以便於進入。英軍還曾經製造了一款Mk.VIB的改進型號，并分配給了英國印度軍。其車長指揮塔被移除，取而代之的是炮塔頂端的一個艙門。

## 作戰歷史
當Mk.VI於1936年開始量產時，英國總參謀部認為Mk.VI的性能優於同時期其它國家生產的輕型坦克，并認為它能很好的擔任偵察任務，很適合用於殖民地戰事中。和它的前輩們一樣，Mk.VI被用於維持英國殖民地（英屬埃及，英屬印度）的治安。這一任務被認為很適合維克斯製造的英國輕型坦克。當英國當局於1937年開始重整軍備時，Mk.VI是唯一一款陸軍部已做好好大量生產準備的坦克。在1932年Mk.III中型坦克的計劃因為財政原因而被取消后，英國中型坦克的研製一直遇到問題，更便宜的中型坦克型號的研發僅僅進行到原型車階段，而且造出的原型車還存在很多機械上的問題。因為這個原因，在1939年9月二戰爆發時，英國軍隊的坦克大部份都是Mk.VI。在當時，英軍一共有1002輛Mk.VI輕型坦克，79輛Mk.I巡航坦克以及Mk.II巡航坦克，67輛瑪蒂爾達I型步兵坦克。在這些坦克中，僅有196輛輕型坦克和50輛步兵坦克用於了英軍的作戰部隊中。
當法國戰役於1940年5月爆發時，英國遠征軍的主力仍是Mk.VI及其改進型號；當時第七皇家裝甲軍團的每一個師屬騎兵團（英國遠征軍的主要裝甲編制）都裝備了28輛Mk.VI。屬於4月登陸法國的遠征軍的一部份的英國第一裝甲師裝備的257輛坦克中，很大一部份都是Mk.VIB和Mk.VIC。隸屬於第三裝甲旅的第三皇家坦克團，在該戰役中則裝備了21輛Mk.VI。在該戰役中，因為Mk.VI輕型坦克被定位為“二戰步兵坦克或巡航坦克”，與德軍裝甲交戰時因為裝甲薄，火力差而損失慘重。最終，派到法國的300輛坦克中只有少數返回了英國本土，一度造成1940年夏季英國戰車的短缺。
Mk.VIB同樣在北非戰役中由第3輕騎兵團和第7裝甲師用於對抗意大利軍隊。在開戰的第一個月內，英軍就發現Mk.VI輕型坦克遠遠勝於同期的義大利坦克。在1940年晚期，英國擁有200輛輕型坦克（主要是Mk.VIB）和75輛巡航坦克（Mk.I，Mk.II，Mk.III）、45輛瑪蒂爾達II型步兵坦克在一次由第三輕騎兵團於1940年1940年12月12日發起的攻擊行動中，Mk.VI坦克陷入了鹽田中，并因此被重創。第二皇家坦克團直到1941年1月6日，仍然在與意大利輕型坦克作戰。

## 圖片

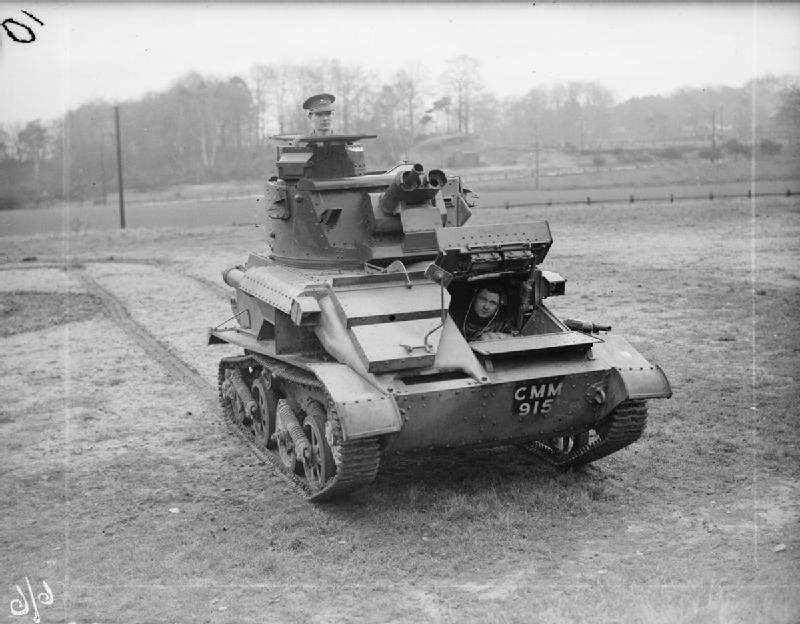
第三皇家輕騎兵團的Mk.VIA
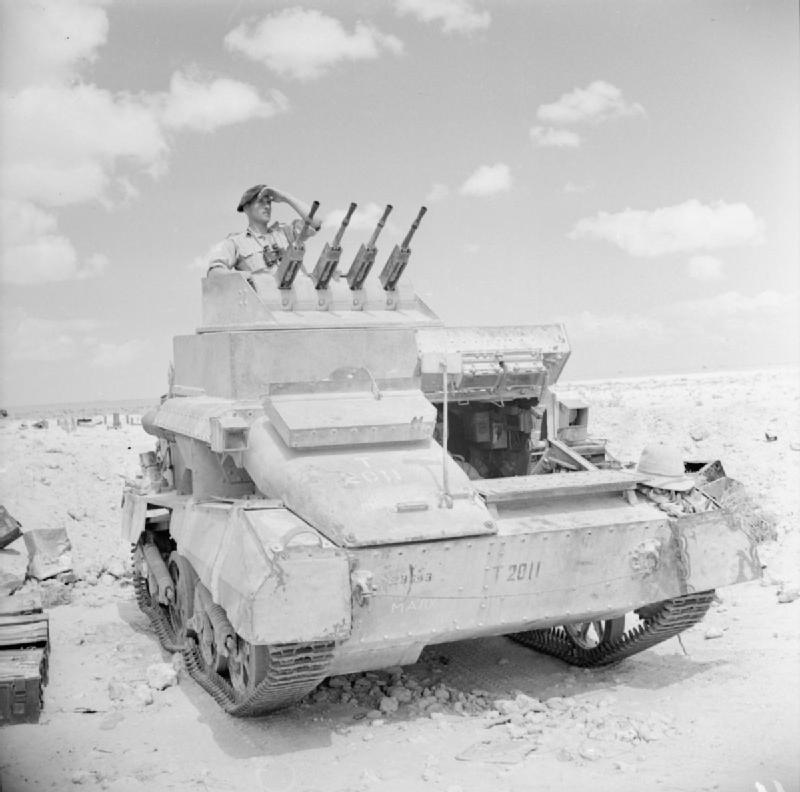
Mk.I輕型防空坦克，使用了Mk.VI的底盤
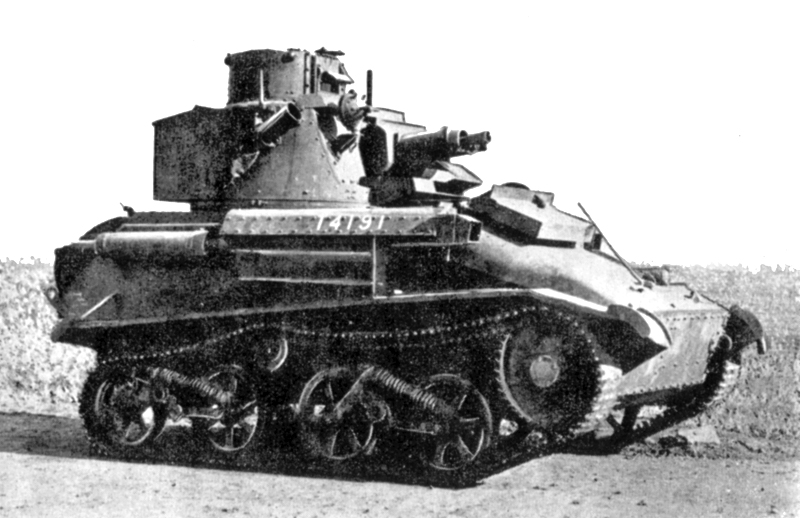
Mk.VIB輕型坦克
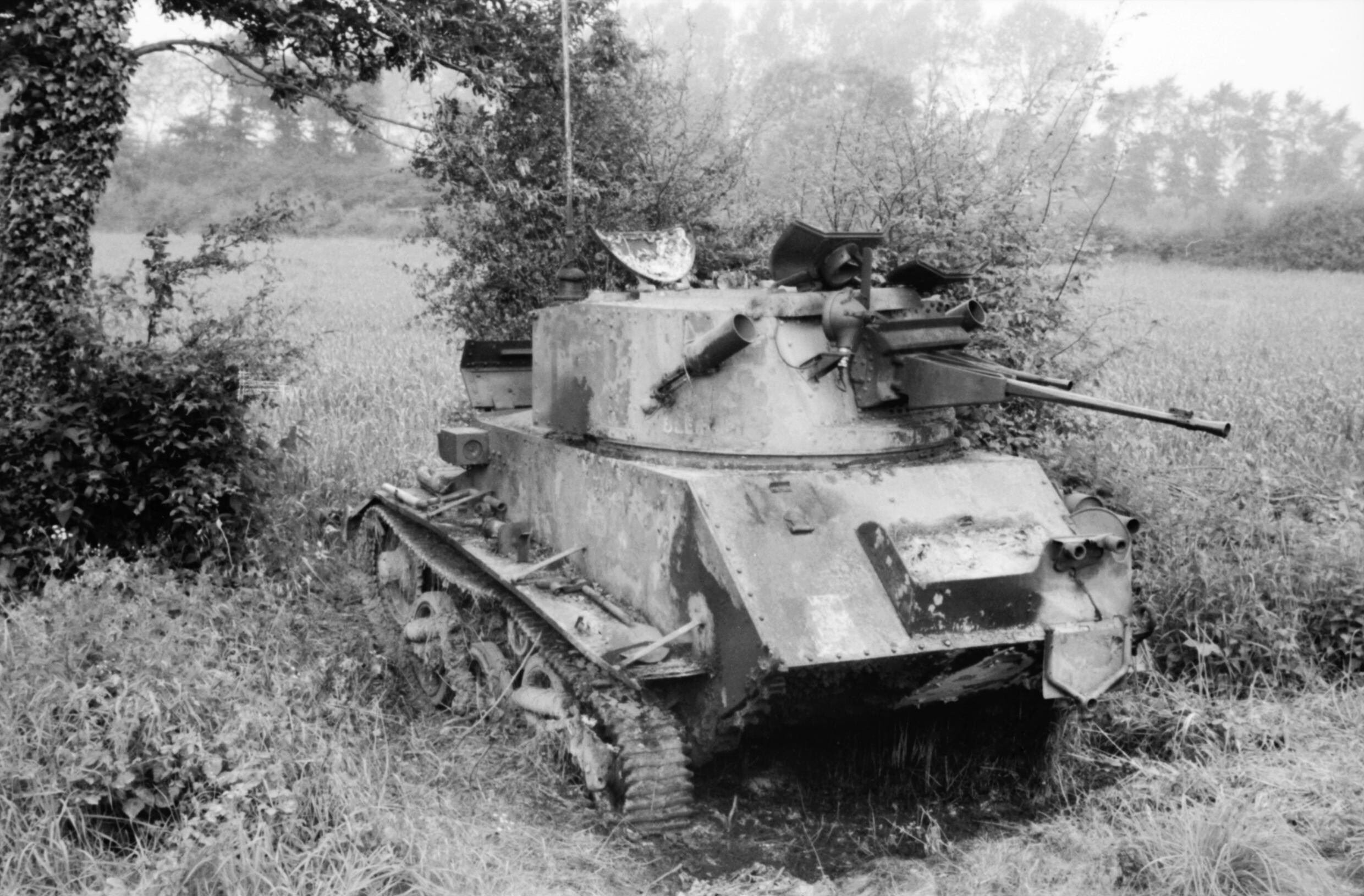
一輛在1940年5月29日的索姆扇區的衝突中被毀的Mk.VIC
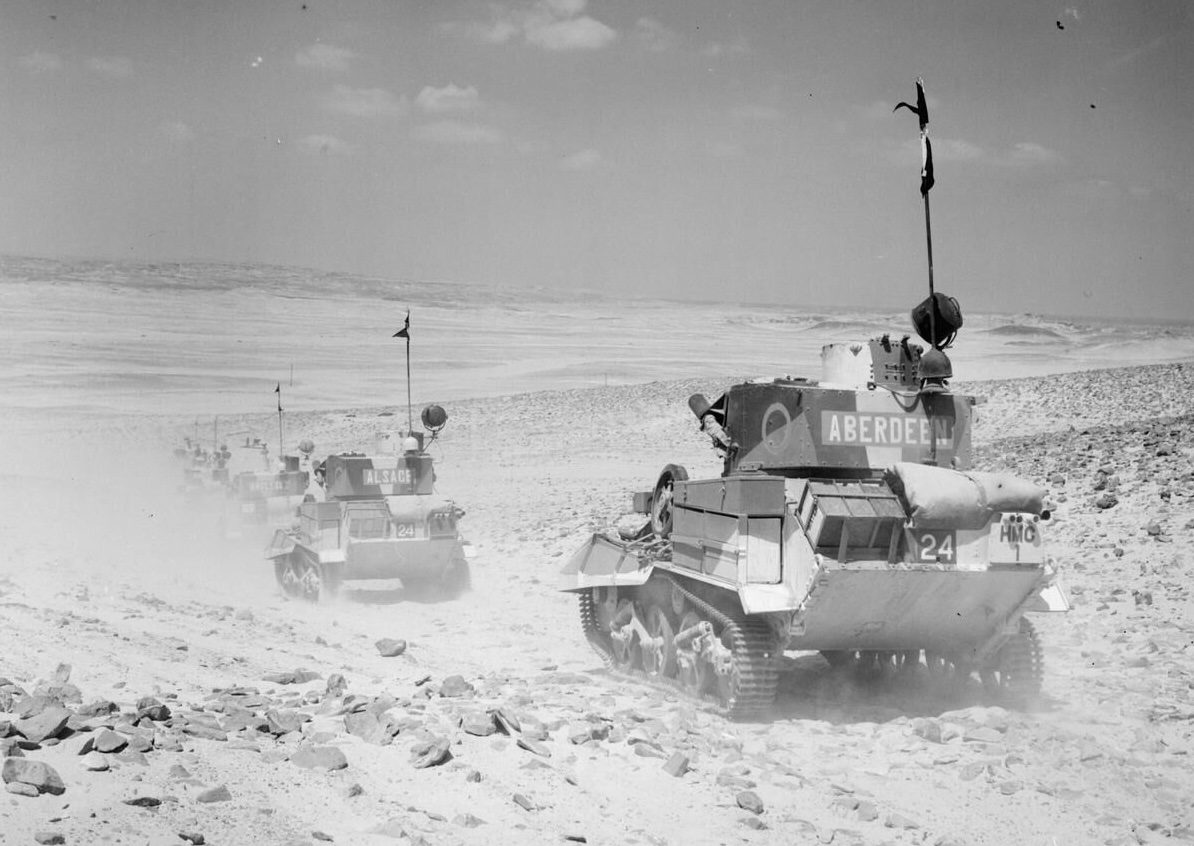
穿越沙漠的輕型坦克

## 腳註/來源
1. 1 2 3  Tucker, p. 48
2. 1 2  .   [2014-02-13]. （原始内容存档于2017-10-02）.
3. ↑  《鋼鐵雄獅 西線盟軍坦克》p.45
4. 1 2 3  Tucker, p. 243
5. 1 2 3  Fletcher, p. 7
6. ↑  Duncan
7. ↑  Chamberlain & Ellis, p. 21
8. 1 2 3 4  Chamberlain & Ellis, p. 24
9. ↑  Chamberlain & Ellis, p. 25
10. 1 2  Harris, p. 275
11. ↑  Bishop, p. 23
12. ↑  Harris, p. 303
13. ↑  Fletcher, p. 19
14. ↑  Fletcher, p. 27
15. ↑  Simon Rees. . Historicaleye.com.   [2008-12-05]. （原始内容存档于2021-01-26）.
16. ↑  Delaforce, p. 25
17. ↑  鋼鐵雄獅 西線盟軍坦克P.45、47
18. ↑  David Porter著 卡米柚子譯. . TW: 楓書坊. : p53. ISBN 978-986-6326-28-8 （中文（繁體））.
19. ↑  Macksey, p. 59
20. ↑  Macksey, p. 86
21. ↑  Macksey, p. 149